# Viridotheres
Viridotheres is een geslacht van kreeftachtigen uit de klasse van de Malacostraca (hogere kreeftachtigen).

## Soorten
- Viridotheres buergeri (Rathbun, 1909)
- Viridotheres gracilis (Bürger, 1895)
- Viridotheres lillyae (Manning, 1993)
- Viridotheres marionae Manning, 1996
- Viridotheres otto Ahyong & Ng, 2007
- Viridotheres viridis (Manning, 1993)